# ستوبلینا
ستوبلینا صربی: Stublina) یک منطقهٔ مسکونی در صربستان است که در الکسیناتس واقع شده‌است. ستوبلینا ۱۵۸ نفر جمعیت دارد و ۱۷۳ متر بالاتر از سطح دریا واقع شده‌است.